# Vireo bairdi
Vireo bairdi là một loài chim trong họ Vireonidae.